# Біла Шапка (заповідне урочище)
Бі́ла Ша́пка — заповідне урочище в Україні. Розташоване в межах Лубенського району Полтавської області, при східній околиці смт Оржиця.
Площа 52,8 га. Статус присвоєно згідно з рішенням облради від 04.09.1995 року. Перебуває у віданні Онішківська сільська рада (37,8 га), Оржицьке міжгосподарське лісництво, кв. 2, 4-6 (15 га).
Статус присвоєно для збереження лісового масиву, що зростає на правобережній заплаві річки Оржиця. У деревостані переважають: клен, липа, дуб, у домішку — береза.

## Галерея

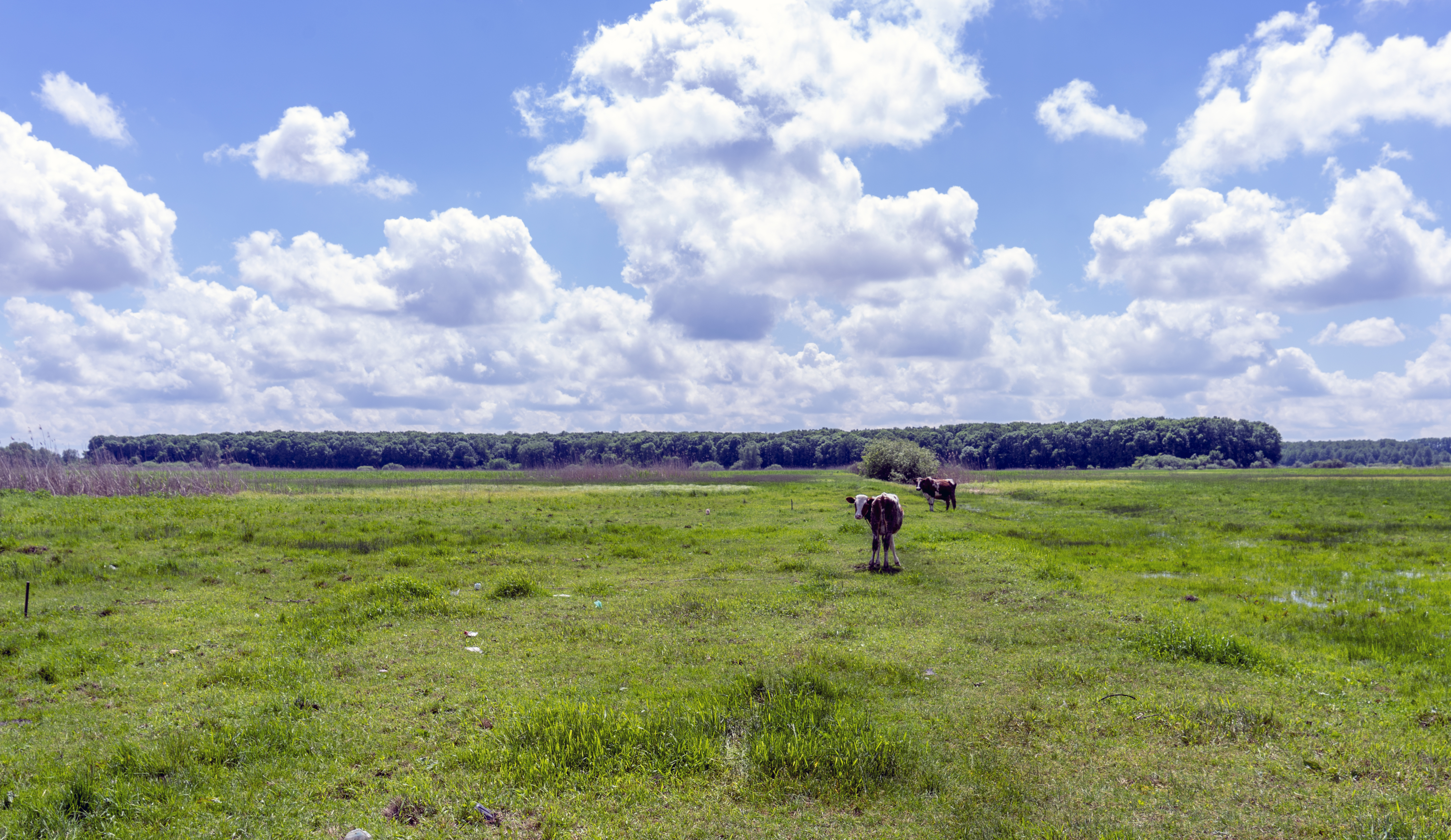
Мешканки урочища
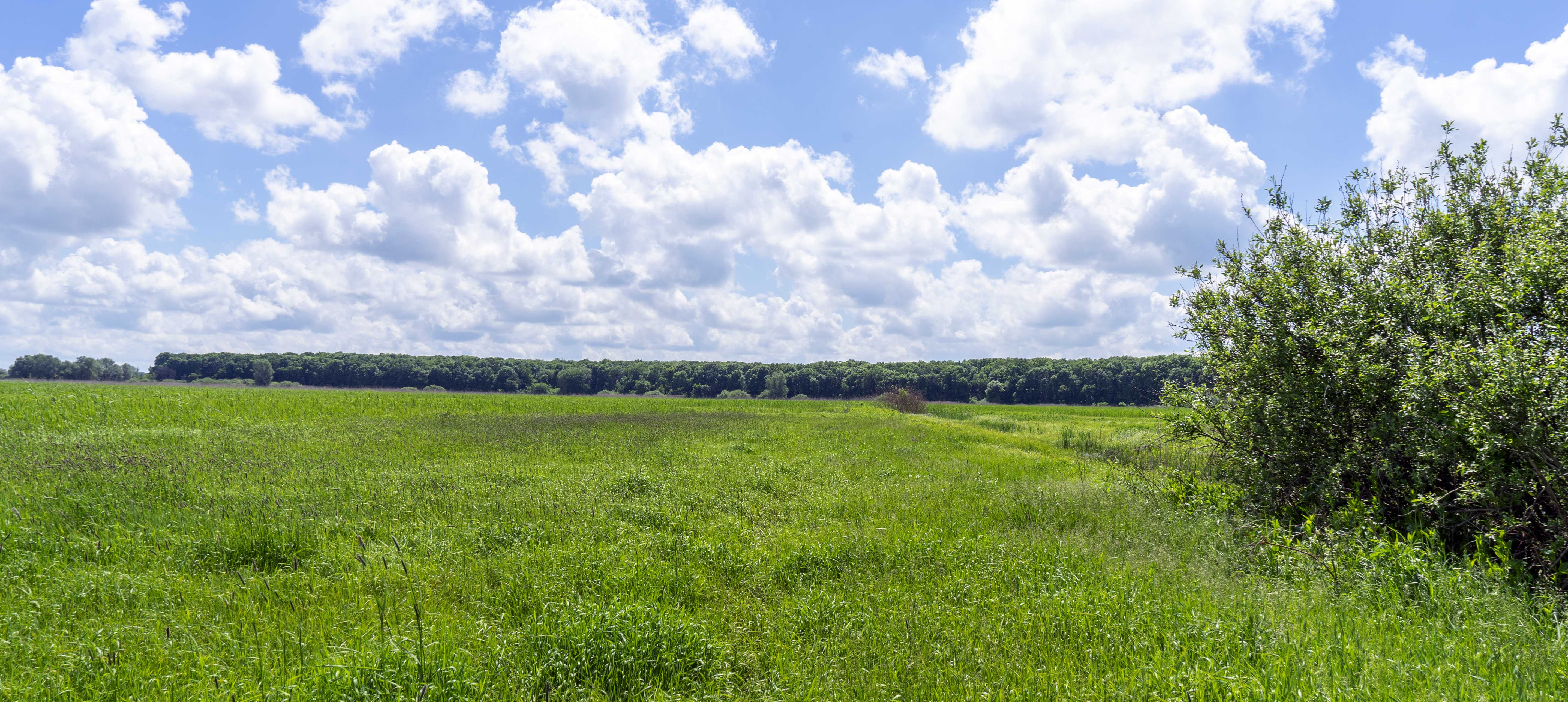
В гущавині трав